# 1190.
Stoletja: 11. stoletje - 12. stoletje - 13. stoletje
Desetletja: 1140. 1150. 1160. 1170. 1180. - 1190. - 1200. 1210. 1220. 1230. 1240.
Leta: 1190 1191 1192 1193 1194 1195 1196 1197 1198 1199
Dogodki in trendi
- 1192 - Minamoto no Joritomo (1147–1199) je postal šogun, kar štejemo za začetek Šogunata Kamakure.
- 1199 - Janez Brez dežele (1167–1216) je po smrti svojega starejšega brata Riharda Levjesrčnega postal angleški kralj Janez I. Kronanje je potekalo v petek 27. maja 1199 v Westminstru. Angevinski imperij, ki ga je podedoval, se je raztezal od Pirenejev do škotske meje (Tweed). Janez je bil prvi Plantagenet, ki je živel v Angliji. Ime Brez dežele je dobil, ker ni bil prvi sin in torej ni imel posesti.